# Arquitectura muisca
La arquitectura muisca se refiere a las construcciones de los muiscas, una de las cuatro civilizaciones avanzadas de América antes de la llegada de los europeos. A diferencia de los mayas, aztecas e incas, los muiscas no desarrollaron una arquitectura monumental en piedra. Su especialidad fue la agricultura, la orfebrería, la producción de tejidos y la cerámica. Sus construcciones eran modestas, utilizando materiales perecederos como madera, barro (tapia) y caña.
A pesar de la falta de estructuras permanentes, la evidencia de la arquitectura muisca se encuentra en las excavaciones arqueológicas realizadas desde mediados del siglo XX. Recientemente, se han descubierto áreas más extensas que muestran evidencia de la arquitectura temprana de los muiscas, la más grande de ellas en Soacha, Cundinamarca. Todos los templos y casas originales fueron destruidos por los conquistadores españoles, siendo reemplazados por la arquitectura colonial. Reconstrucciones de algunas casas (bohíos) y del templo más importante de la religión muisca, el Templo del Sol en Sogamoso (llamado Sugamuxi por los muiscas), se han realizado en el siglo XX.

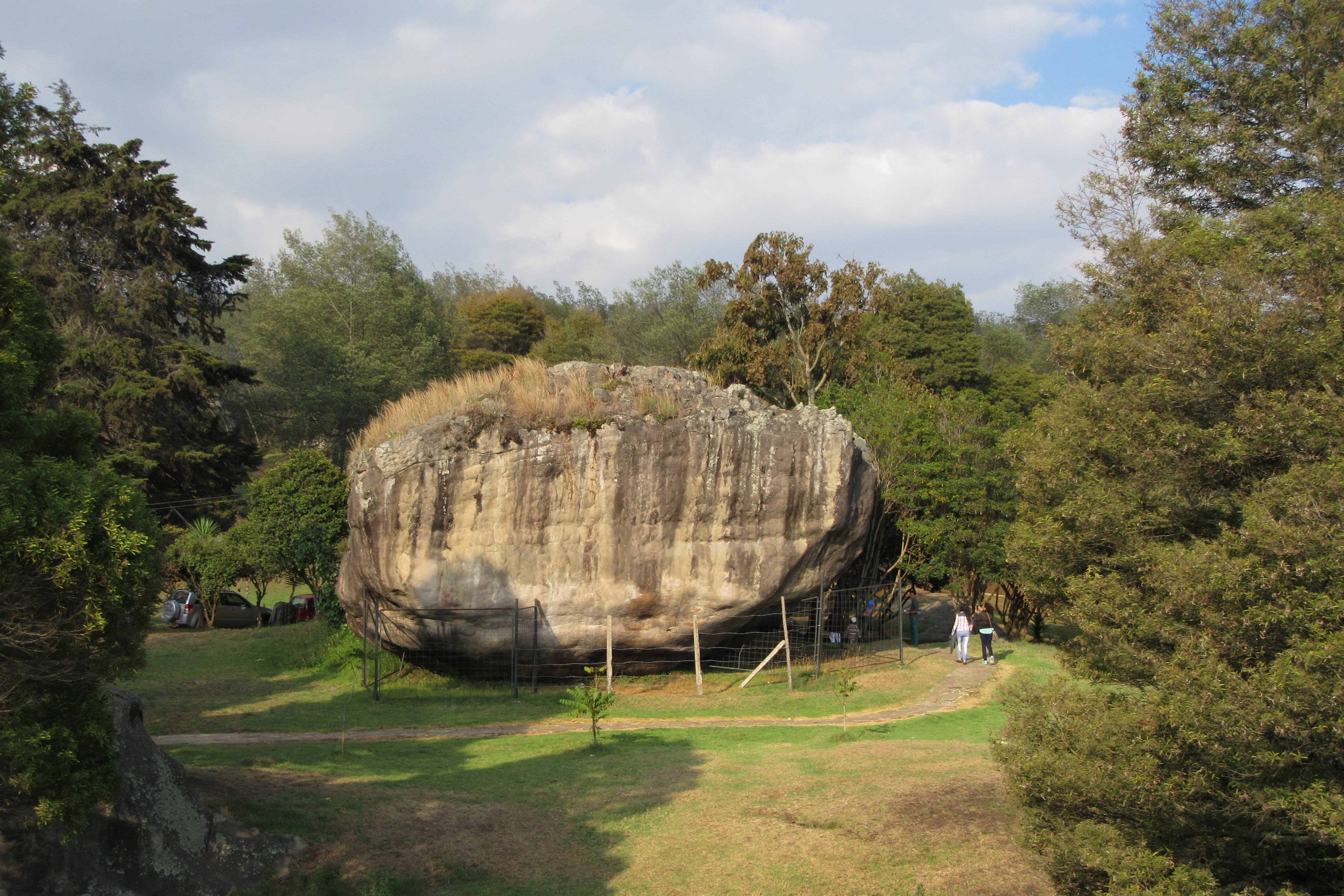
Durante las etapas más tempranas de la habitación, las personas vivían en cuevas y refugios rocosos, como Piedras del Tunjo en Facatativá.

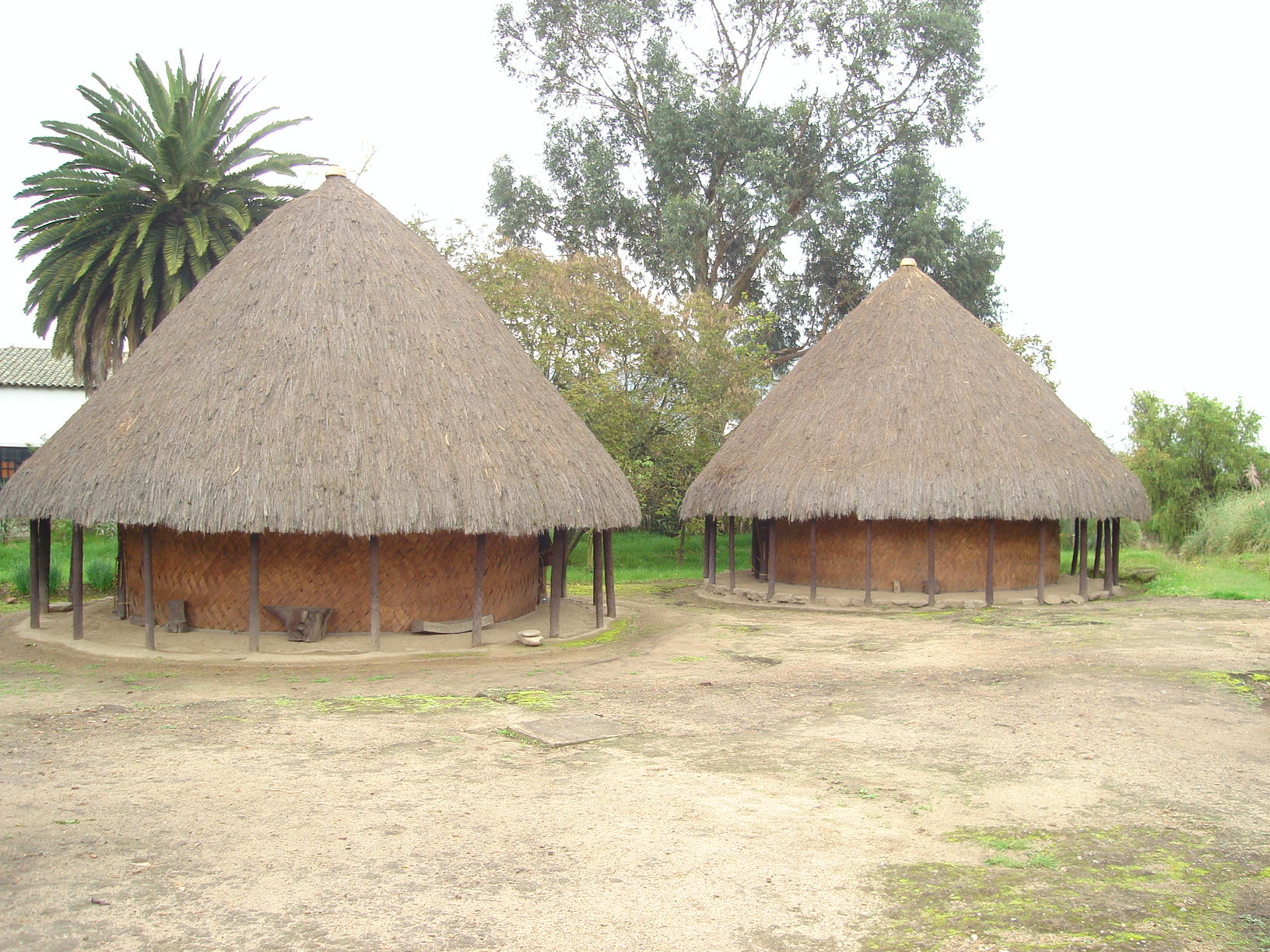
Recreación de bohíos muiscas.

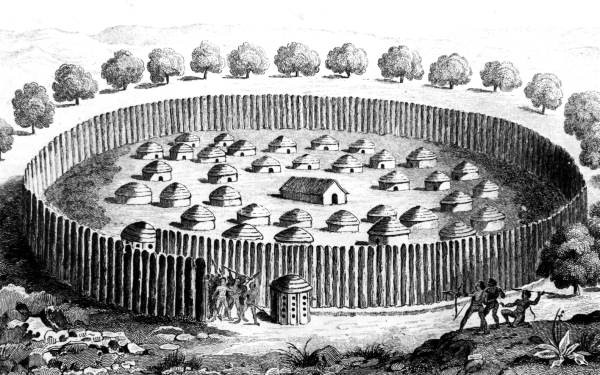
Como en otras culturas de América, como los timucua (imagen), los poblados muiscas estaban rodeados por empalizadas de madera.

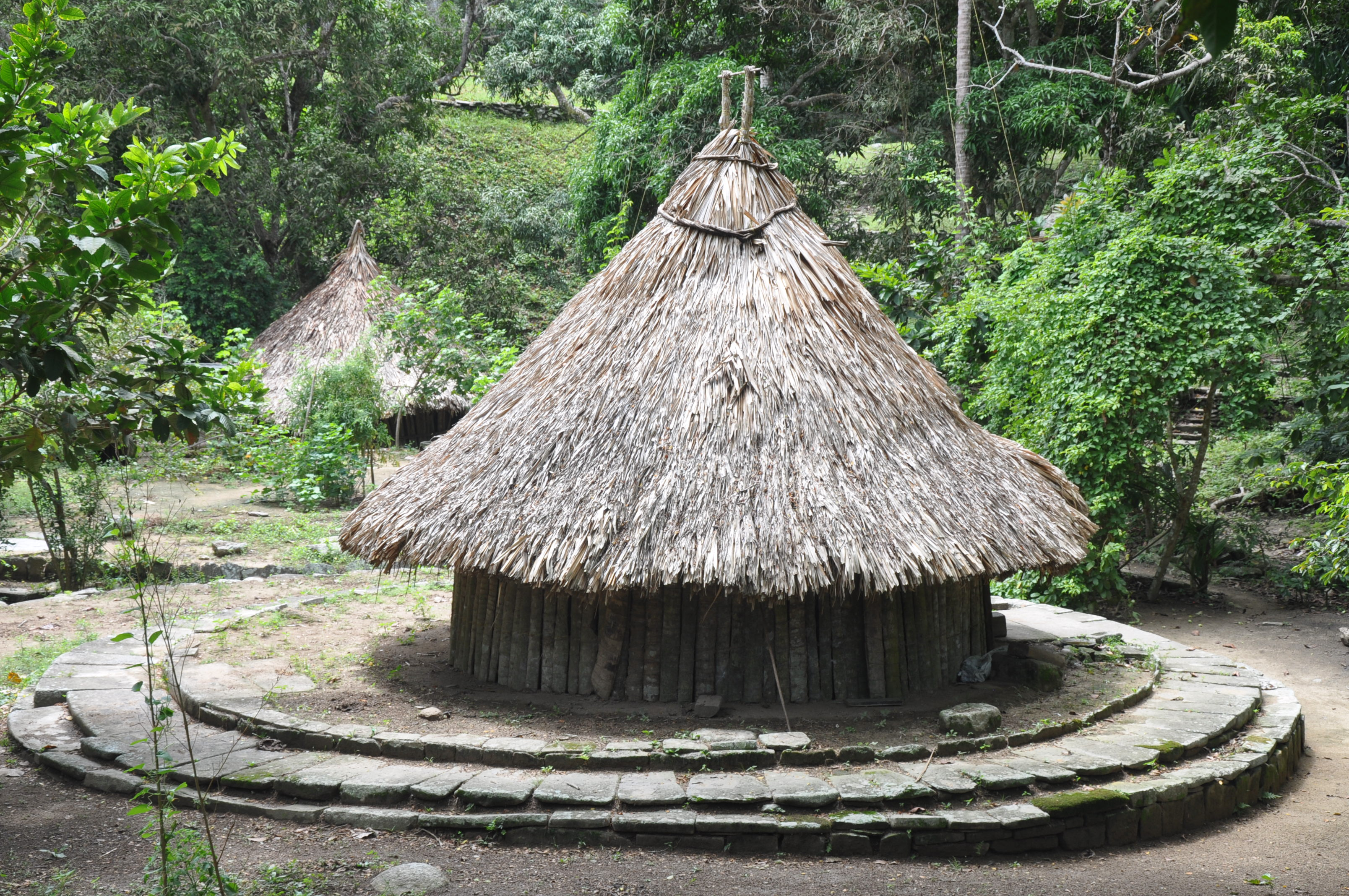
Los bohíos a menudo se construían en zonas ligeramente elevadas, como en el Parque Nacional Natural Tayrona.

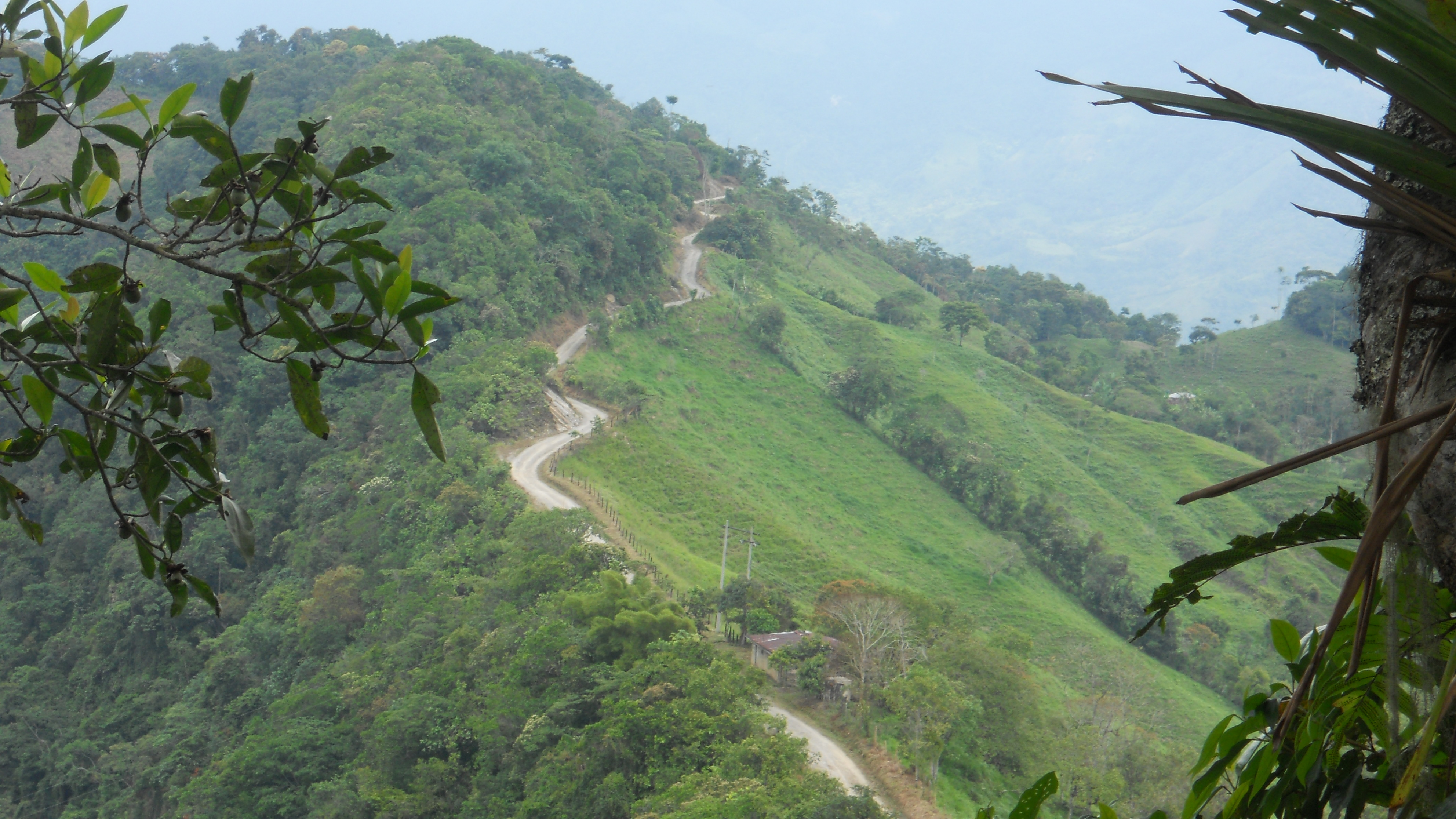
Un camino en el occidente de Cundinamarca.

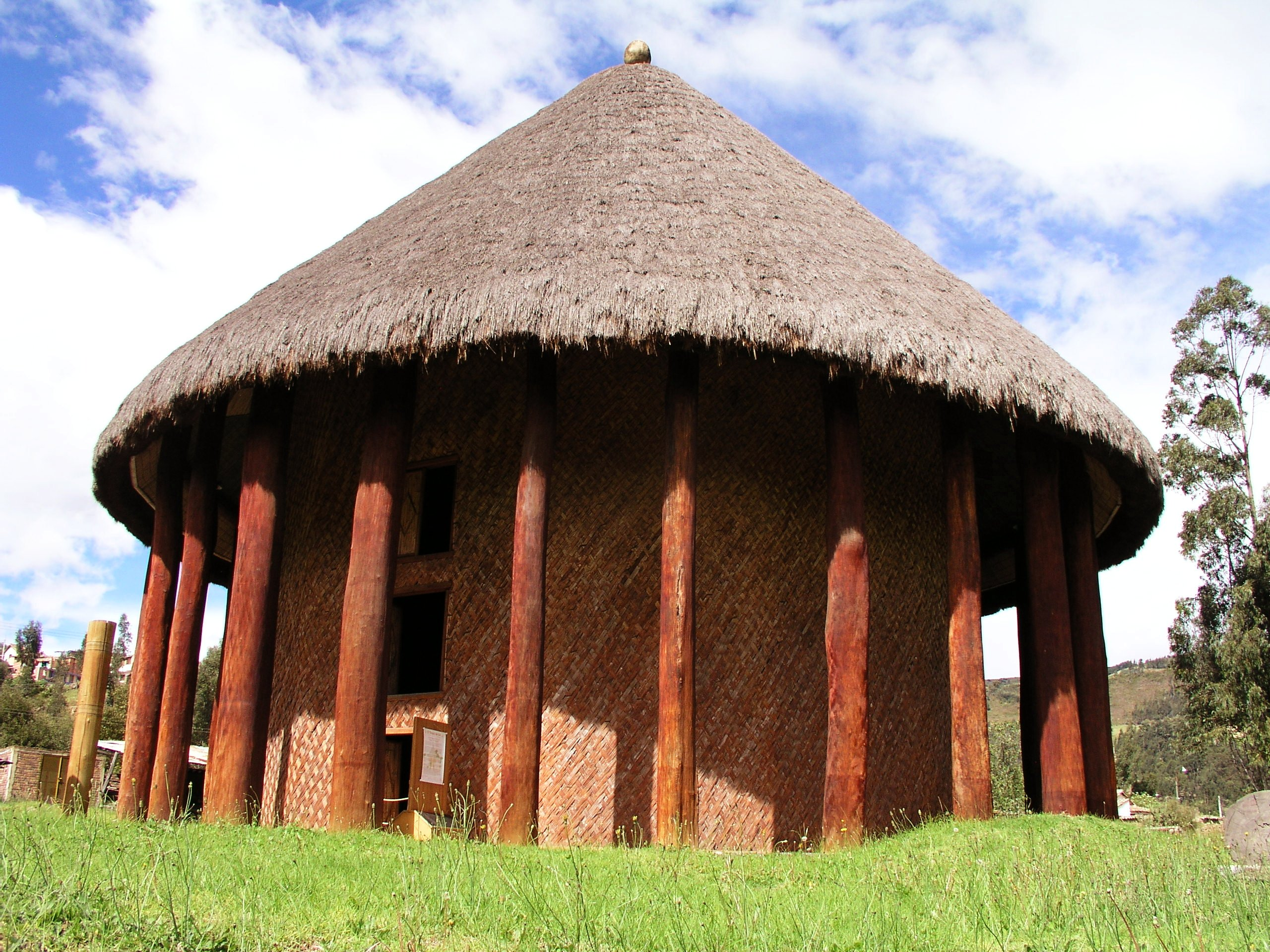
Reconstrucción del Templo del Sol en Sogamoso, realizada por Eliécer Silva Celis.

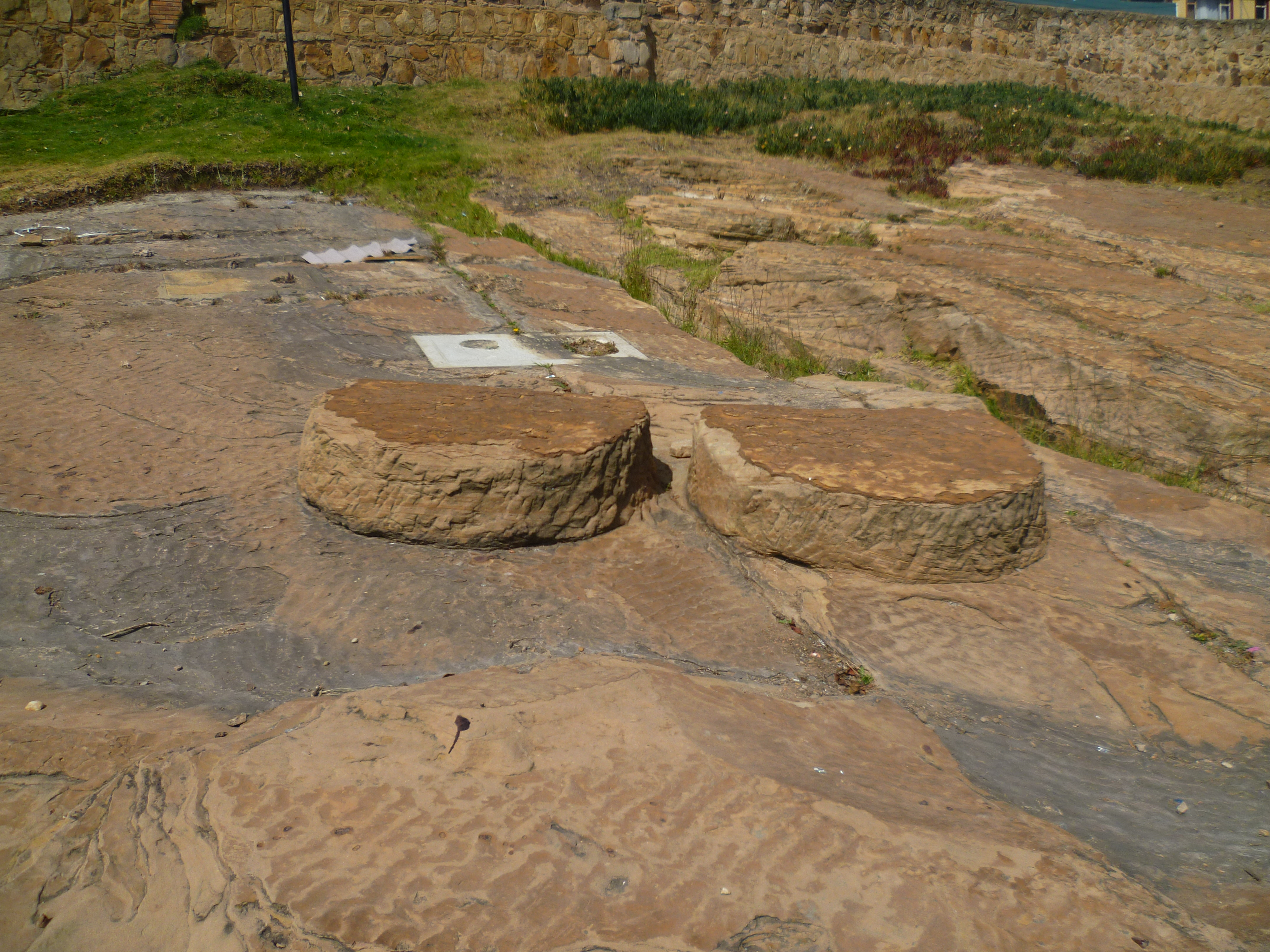
Los Cojines del Zaque en Hunza; un sitio de peregrinación para los muiscas.

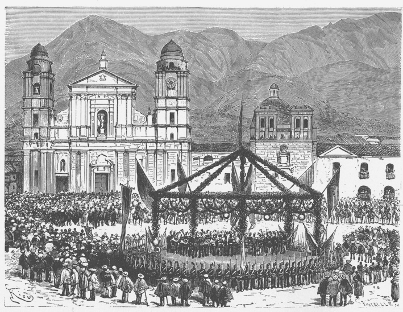
Los colonizadores españoles reemplazaron rápidamente las estructuras muiscas con su propia arquitectura colonial, como se ve aquí en Bogotá.

## Contexto Histórico
Los muiscas habitaron el Altiplano Cundiboyacense y el suroeste de la Sabana de Bogotá, en las tierras altas centrales de los Andes colombianos. Entre los principales investigadores que han contribuido al conocimiento de la arquitectura muisca se encuentran Gonzalo Jiménez de Quesada, quien hizo el primer contacto con los muiscas; los frailes del siglo XVII Pedro Simón y Juan de Castellanos; el obispo Lucas Fernández de Piedrahíta; y arqueólogos modernos como Eliécer Silva Celis, Sylvia Broadbent y Carl Henrik Langebaek.

### Prehistoria
El Altiplano Cundiboyacense ha estado habitado por al menos 12.400 años, con las primeras evidencias encontradas en El Abra, Tibitó y Tequendama. Durante el Pleistoceno tardío, la región presentaba un paleoclima diferente al actual, con una flora y fauna características, incluyendo megafauna como el Cuvieronius, Stegomastodon, Haplomastodon y Equus andium.
En esta época, los primeros habitantes vivían en cuevas y refugios rocosos. El periodo prehistórico dio paso al Periodo Herrera, comúnmente fechado entre el 800 a. C. y el 800 d. C. Durante este periodo, el avance de la agricultura llevó a la población a asentarse en las llanuras. El Periodo Muisca, que comenzó alrededor del 800 d. C., vio un aumento de la población y una sociedad más estratificada, especialmente durante el Periodo Muisca Tardío (desde 1200 d. C.). El primer contacto con los muiscas ocurrió en 1537, con la llegada de las tropas del conquistador Gonzalo Jiménez de Quesada.

## Características de la Arquitectura Muisca

### Bohíos y Poblados
Las casas muiscas, llamadas bohíos o malokas, eran estructuras circulares construidas con postes de madera y paredes de barro, con un techo cónico de junco. Un poste central de madera sostenía el techo, que estaba decorado interiormente con telas de colores. El piso se cubría con paja fina. Algunos bohíos, probablemente los de los caciques, tenían pisos de cerámica, un rasgo poco común.
Aunque los cronistas españoles mencionan "grandes poblaciones", los muiscas vivían en asentamientos dispersos, similar al patrón de asentamiento maya. Estos asentamientos estaban relacionados con su agricultura eficiente. Las casas en la Sabana de Bogotá se construían en áreas elevadas para evitar inundaciones. Cada comunidad tenía sus propias tierras de cultivo y terrenos de caza.
Los poblados se organizaban alrededor de una plaza central, con la casa del cacique en el centro. Estaban rodeados por una empalizada con dos o más "puertas". El número exacto de casas por poblado es incierto, aunque Jiménez de Quesada describió pueblos de 10 a 100 casas. El Periodo Muisca Tardío se caracterizó por una mayor densidad de población y comunidades más grandes, como en Suba y Cota.
Excavaciones en el barrio Las Delicias de Bogotá revelaron estructuras circulares de 4,6 metros de diámetro, un poco más pequeñas que las encontradas en Facatativá (5 metros). La ocupación de estas casas data desde el inicio del Periodo Muisca hasta el periodo colonial. Se encontraron cerámica, huesos de animales, plumeria, semillas y joyas en esta ubicación.
El arqueólogo Eliécer Silva Celis descubrió en 1943 estructuras de viviendas en Soacha con cuatro niveles temporales diferentes, con indicios de población en forma de fogones y restos de animales.
Estudios indican que la vivienda muisca era relativamente igualitaria, con poca diferenciación entre las casas de los caciques y las de la gente común, especialmente en Soacha.
Pedro Simón, entre otros cronistas, describió que en las entradas de las casas de los caciques se colgaban restos de sacrificios humanos, y los postes se manchaban con sangre de las víctimas, a menudo niños (moxas) o prisioneros de guerra. La evidencia arqueológica en Mosquera apoyó esta descripción.

### Caminos
Los caminos muiscas no estaban pavimentados, lo que dificulta su identificación arqueológica. Algunos eran rutas comerciales que conectaban con los Llanos Orientales, con los guanes al norte, y con los Panches y Muzos al oeste. Otros eran caminos sagrados utilizados para peregrinaciones, como los encontrados en Guasca y Siecha. Los caminos que comunicaban los territorios muiscas con las zonas productoras de algodón atravesaban Somondoco y Súnuba. Los caminos que cruzaban las montañas eran angostos, lo que dificultó el paso de los conquistadores españoles, especialmente a caballo.

### Templos
Como parte de su religión, los muiscas construyeron varios templos. Los más importantes eran el Templo del Sol en Sugamuxi (Sogamoso) y el Templo de la Luna en Chía. El Templo del Sol estaba dedicado a Sué (el dios Sol), y el Templo de la Luna a Chía (la diosa Luna). También era notable el Templo de Goranchacha, que según los mitos muiscas fue construido por Goranchacha. En una de las islas del lago Fúquene había un templo con una gran decoración y sacerdotes, según describió De Piedrahíta.
Pedro Simón señaló que los templos se construían con madera de guayacán para que duraran mucho tiempo.
Según De Piedrahíta, los moxas (niños) se criaban en los templos para ser sacrificados, lo que se consideraba un gran honor para sus familias.

### Otras Estructuras
Otras estructuras muiscas eran principalmente de carácter religioso. Además de sus celebraciones en áreas naturales como el lago Guatavita, el lago Iguaque, el lago de Tota, el lago Fúquene, el lago Suesca y las lagunas de Siecha, los muiscas construyeron lugares para ceremonias religiosas, como los Cojines del Zaque y el Pozo Hunzahúa, ambos en Hunza (actual Tunja).
Una posible excepción a las estructuras de madera y barro fue la supuesta fortaleza de Cajicá. Se describe con muros de 80 cm de espesor y 4 metros de alto, pero algunos científicos cuestionan su existencia en la época precolombina.

## Época Posterior a la Conquista
Poco después de la conquista de Bacatá (actual Bogotá) por De Quesada, se construyeron doce casas y una iglesia al estilo muisca en la zona de Teusaquillo, utilizando madera y barro.
La política general de los españoles fue demoler las estructuras muiscas existentes y reemplazarlas por arquitectura colonial.

### Reconstrucciones
Reconstrucciones de bohíos muiscas y del Templo del Sol se exhiben en el Museo Arqueológico de Sogamoso. Eliécer Silva Celis fue el arquitecto y arqueólogo responsable de estas reconstrucciones, realizadas en la década de 1940.
La investigación arqueológica se ha visto obstaculizada por la expansión de la capital, Bogotá, sobre las áreas donde se construyeron muchas estructuras antiguas.